# Walentyna Poltawska
Walentyna Poltawska (ukrainisch Валентина Полтавська, engl. Transkription Valentyna Poltavska, russisch Валентина Полтавская - Walentina Poltawskaja – Valentina Poltavskaya; * 4. Juli 1971) ist eine ukrainische Marathonläuferin.
2001 siegte sie beim Eindhoven-Marathon, 2002 und 2003 beim Midwinter-Marathon und 2004 beim Edinburgh-Marathon. 2004 stellte sie als Zweite beim Detroit-Marathon mit 2:38:10 h ihre persönliche Bestzeit auf.
2007 wurde sie Zweite beim Valencia-Marathon und siegte beim Warschau-Marathon. Im Jahr darauf wurde sie Sechste in Warschau und Fünfte beim Athen-Marathon. Einem dritten Platz beim Krakau-Marathon 2009 folgte ein neunter beim Prag-Marathon 2010.